# 大茂镇
大茂镇是中华人民共和国海南省万宁市下辖的一个镇。

## 行政区划
大茂镇下辖以下村级行政区划单位：
联益村、袁水村、联民村、龙尾村、群星村、群乐村、大联村、红石村、群爱村、红庄村、联光村和大茂镇农场。